# Бузылёв, Дмитрий Михайлович
Дмитрий Михайлович Бузылёв (22 января 1957 года — 7 февраля 2018 года) — советский и российский актёр театра и кино. Поэт, композитор и сценарист. Исполнитель цыганских песен и романсов. Автор и исполнитель песен в фильмах: «Табор уходит в небо», «Сибириада», «Очи чёрные», «Жестокий романс». Заслуженный артист России (1997).

## Биография
Дмитрий Бузылёв вырос в цыганской музыкальной семье: его бабушка, отец, мать, семеро братьев и сестёр посвятили себя песням и танцам сибирских кочевых цыган. В 5 лет Митя уже играл на гитаре, а в 12 лет начал выступать и гастролировать в составе ансамбля «Венгерские цыгане» под руководством Белаша Яковлевича Вишневского.
В 18 лет Дмитрий пробовался на главную мужскую роль Забара в фильме «Табор уходит в небо», но её получил молдавский актёр Григорий Григориу, а Дмитрий появился в фильме в качестве брата Рады. Его роль в фильме получилась очень яркой и запоминающейся, благодаря сцене драки на ярмарке с настоящими охотничьими ножами из-за крашеной лошади. Хотя сначала приглашён был только Дмитрий, в конечном итоге вместе с ним в фильме снялась вся его многочисленная семья. А его восьмилетняя сестра Алёна исполнила в этом фильме цыганскую народную песню «Нанэ цоха» и очень запомнилась зрителям. Как показало время, эта песня стала визитной карточкой фильма «Табор уходит в небо».
После съёмок фильма Дмитрий вместе с братьями организовали семейный ансамбль «Табор уходит в небо». Так семья Бузылёвых объездила всю страну, была на БАМе и принимала участие в фестивале «Огни магистралей». Неоднократно принимали участие в записи цыганской музыки для разных кинокартин и мультфильмов.
Следующей заметной ролью Дмитрия стала роль цыгана Мити в фильме «Сибириада» кинорежиссёра Андрея Кончаловского. На пробах актёр исполнил «Песню сибирских цыган», которая так понравилась Кончаловскому, что тронула его до глубины души. Эта песня стала саундтреком к этому фильму. Песни из этого фильма были изданы на пластинке во Франции, из них восемь в исполнении Бузылёва. Во время съёмок этого фильма у Дмитрия завязались дружеские отношения с Никитой Михалковым. Впоследствии Михалков неоднократно приглашал Бузылёва в свои фильмы. А во время съёмок одного из них, «Очи чёрные», актёр познакомился и сдружился с итальянской кинозвездой Марчелло Мастроянни.
В 1977 году Дмитрий стал работать в драматическом цыганском театре «Ромэн». Там же получил и профессиональное актёрское образование в студии Семёна Баркана. В театре Бузылёв проработал недолго, всего полтора года. Впоследствии Дмитрий Бузылёв участвовал в постановках различных театров, но нигде не остался на постоянную работу. Член Союза кинематографистов России с 2005 года.
13 октября 2017 года был госпитализирован в одну из больниц Москвы из-за прободной язвы желудка. После проведённой операции находился в тяжёлом состоянии. Скончался 7 февраля 2018 года. Похоронен 11 февраля на Пыхтинском кладбище.

## Семья
Дмитрий Бузылёв являлся представителем старинной цыганской династии Бузылёвых.
Он брат певицы, заслуженной артистки России Натальи Бузылёвой и Алёны Бузылёвой, которая исполнила песню «Нанэ цоха» в фильме «Табор уходит в небо», а также отец актёра, продюсера и сценариста Михаила Бузылёва, который сыграл немого цыганёнка Стёпку в фильме «Мужики!..», играл также в «Возвращении Будулая» и в фильме «Очи черные.
Жена — Наталья Бузылёва.

## Фильмография
- 1976 — Табор уходит в небо — брат Рады
- 1978 — Мой ласковый и нежный зверь — певец (нет в титрах)
- 1978 — Сибириада — стриженный цыган Митя
- 1980 — Тегеран-43 — тегеранец (нет в титрах)
- 1981 — Мужики!.. — Арслан Асанов
- 1983 — Анна Павлова — певец (нет в титрах)
- 1983 — Детский сад — цыган, баянист и танцор (нет в титрах)
- 1984 — Жестокий романс — цыган Илья
- 1985 — Возвращение Будулая — цыган-бандит
- 1987 — Очи чёрные — цыганский барон (нет в титрах)
- 1987 — Цыганка Аза — Янко
- 1988 — Жена керосинщика — торговец на рынке (нет в титрах)
- 1989 — Грань — эпизод
- 1991 — Летучий голландец — певец в ресторане
- 1990 — Очарованный странник — цыган
- 1992 — Официант с золотым подносом — руководитель цыганского хора
- 1993 — Бегущий по льду — цыган-конокрад
- 1993 — Я виноват — цыган-пленник (нет в титрах)
- 1995 — Красная вишня — цыган Маку
- 2002 — Кодекс чести-1 — телохранитель (нет в титрах)
- 2003-2004 — Бедная Настя — цыган из табора (нет в титрах)
- 2004 — Колхоз Интертейнмент — сын барона
- 2010 — Утомлённые солнцем 2: Предстояние — цыган